# Al-Khalifa

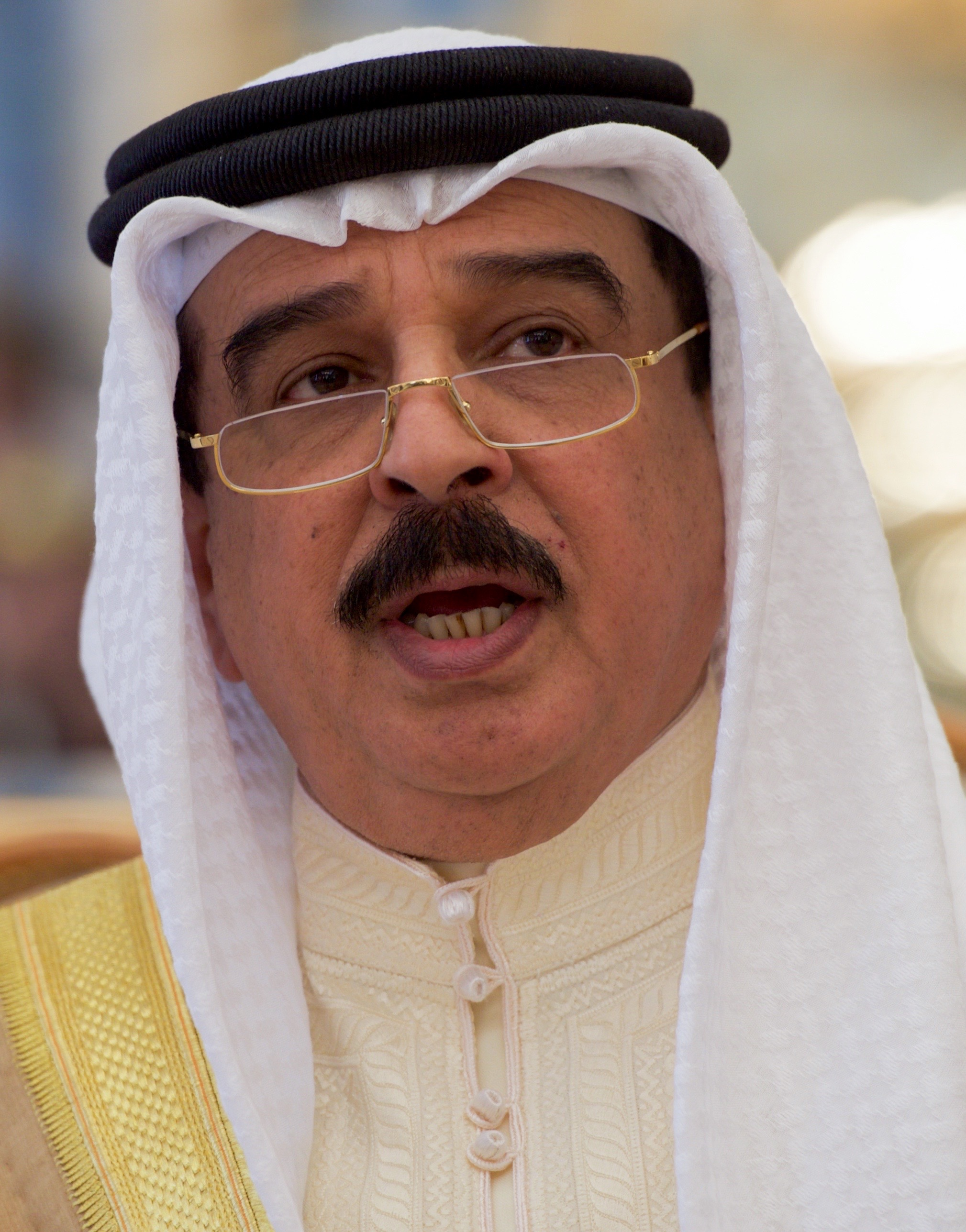
Hamad Bin Isa Al Khalifa

Al Khalifa (Arabă: آلخليفة‎), este dinastia care guvernează Bahreinul, de religie musulmană . A rămas la putere neîntrerupt încă din anul 1783, moment în care țara și-a câștigat independența față de Persia și până în momentul de față.
Actualul conducător al dinastiei este Hamad bin Isa al Khalifa.

## Lista dinastiei Al Khalifa
- Șeic Ahmad bin Khalifah al Khalifa: n.? - †1796 (1º Șeic al Bahreinului 1783 - 1796)
- Șeic Abdullah bin Ahmad al Khalifa: n.? - †1843 (2º Șeic al Bahreinului 1796 - 1843)
- Șeic Salman bin Ahmad al Khalifa: n.? - †1825 (3º Șeic al Bahreinului 1796 - 1825)
- Șeic Khalifah bin Salman al Khalifa: n.? - †1834 (4º Șeic al Bahreinului 1825 - 1834)
- Șeic Muhammad bin Khalifah al Khalifa: n.? - †1869 (5º Șeic al Bahreinului 1834 - 1842) (1)
- Șeic Muhammad bin Khalifah al Khalifa: n.? - †1869 (5º Șeic al Bahreinului 1843 - 1868) (2)
- Șeic Ali bin Khalifah al Khalifa: n.? - †1869 (6º Șeic al Bahreinului 1868 - 1869)
- Șeic Muhammad bin Khalifah al Khalifa: n.? - †1869 (5º Șeic al Bahreinului sep. 1869 - dec. 1869) (3)
- Șeic Muhammad bin Abdullah al Khalifa: n.1813 - †1890 (7º Șeic al Bahreinului dec.1869 - dec. 1869) (deposedat de funcție)
- Șeic Isa bin Ali al Khalifa: n.1848 - †1933 (8º Șeic al Bahreinului 1869 - 1933)
- Șeic Hamad bin Isa al Khalifa: n.1872 - †1942) (9º Șeic al Bahreinului 1932 - 1942)
- Șeic Salman bin Hamad al Khalifa: n.1895 - †1961 (10º Șeic al Bahreinului 1942 - 1961)
- Emirul Isa bin Salman al Khalifa: n.1933 - †1999 (11º Șeic 1961-1971 1º Emir al Bahreinului 1971 - 1999)
- Regele Hamad bin Isa al Khalifa: n.1950 (2º Emir 1999-2002 1º Rege al Bahreinuluiu 2002 - prezent)

- Prinț Salman bin Hamad bin Isa al Khalifa: n.1969 (Prinț moștenitor)